# Чингисхан (фильм, 1950)
«Чингисхан» (таг. Ang Buhay ni Genghis Khan) — филиппинский исторический фильм 1950 года, снятый режиссёром Мануэлем Конде. Фильм был снят в двух версиях, филиппинской и английской. У каждой версии фильма было своё название.

## Сюжет
Фильм о молодости Темуджина, позже ставшего Чингисханом. Главный герой отважен, мудр, иногда хитёр. Он проходит через сложные испытания, сражаясь против конкурирующих племён за права на землю и борясь за гегемонию в степи. Влюбившись в дочь предводителя вражеского племени и пытаясь восстановить свой разрушенный улус. Его действия ведут к великой победе, прежде чем он вступит на престол.

## В ролях
- Мануэль Конде — Чингисхан
- Эльвира Рейес — Ли Ху
- Индей Джаландони — Бортэ
- Хосе Виллафранка
- Лу Сальвадор — Боорчу
- Дон Дано — Дармо Акоста
- Рик Бустаманте
- Эли Накпил
- Джонни Монтейро
- Андрес Центенера
- Леон Лизарес

Фильм «Чингисхан» считается киноклассикой Филиппин. Фильм получил всемирную известность и был отмечен за технические достижения на международном Венецианском кинофестивале в 1952 году.
Кроме того, фильм был представлен на Эдинбургском кинофестивале 1952 года.
Считался давно утраченным, однако «Чингисхан» был найден в архиве Венецианского кинофестиваля в начале 2018 года, был отреставрирован в цифровом виде в ходе проекта Совета по развитию кинематографии Филиппин (FDCP). Реставрированная лента была показана в сентябре 2018 года на фестивале в Венеции.